# Туймазінське нафтове родовище
Туймазі́нське родови́ще (рос. Туймази́нское месторожде́ние) — нафтове родовище в Російській Федерації, Башкирія, поблизу міста Туймази. 

## Опис
Відноситься до Волго-Уральської нафтогазоносної провінції. Відкрито в 1937 році.
Нафтозмістові пісковики девону і карбону на глибині 1—1,7 км. Середня щільність нафти 0,89 г/см³, зміст сірки 2,7—3,0 %.
У 1944 році введена в експлуатацію нова нафтова свердловина № 100, завглибшки 1700 м і дебітом понад 250 тонн. Вона забезпечила дебіт, що перевищує дебіт нафти тих, що всіх існують 57 свердловин. Перші шість девонських свердловин давали щодоби 1100 тонн нафти. З відкриттям девону Туймазінське родовище увійшло до п'ятірки унікальних, найбільших за запасами нафти родовищ світу. При подальшому оконтуренні родовища розміри його склали 40 на 20 кілометрів.
У грудні 1948 року на родовищі вперше в історії країни було здійснено законтурне заводнювання пластів. На Туймазінському родовищі взагалі вперше в світовій практиці здійснювалася розробка з підтримкою тиску пласта поєднанням законтурного, приконтурного, внутрішньоконтурного і осередкового заводнювання пластів. Завдяки цьому основна маса витягуваних запасів була видобута за 20 років. З девонських пластів відібрано нафти в два рази більше, ніж вдалося б витягнути звичайними способами без закачування води.
У 1956 році вперше в країні на Туймазінському родовищі було освоєно глибоке знесолення нафти в промислових умовах. Тоді ж була підготовлена перша нафта експортної кондиції.
У квітні 1983 року була видобута 300-мільйонна тонна нафти. А через шість років — в 1989 році на підприємстві була створена служба охорони навколишнього середовища.
З початку 90-х років у зв'язку із зниженням об'ємів рідини, що видобувається, почата комплексна реконструкція системи збору, системи ППД і системи підготовки нафти, яка продовжується до цього дня. У 2001 році вперше в АНК «Башнефть» на території була введена в експлуатацію дослідно-промислова установка з переробці нафтошламу. За рік роботи перероблено 5582 тонни нафтошламу, отримано 1872 тонни нафтової сировини.
За станом на 2004 рік в НДДУ «Туймазанефть» працюють чотири цехи видобування нафти і газу, експлуатаційний фонд нафтових свердловин становить 1494 одиниці, плановий видобуток нафти становить 900 тисяч тонн на рік.

## Ресурси Інтернету
- Туймазінське родовище [Архівовано 17 серпня 2016 у Wayback Machine.]